# یواس‌اس اوزاما (۱۹۱۶)
یواس‌اس اوزاما (۱۹۱۶) (به انگلیسی: USS Ozama (1916)) یک کشتی بود که طول آن ۲۶۱ فوت (۸۰ متر) بود. این کشتی در سال ۱۹۱۶ ساخته شد.